# 秦保中
秦保中（1953年—），山西长治人，汉族，中华人民共和国政治人物、第十二届全国人民代表大会解放军代表。
毕业于中国科学院管理科学与工程专业。加入中国共产党。2013年，担任全国人大代表。